# Aluminé

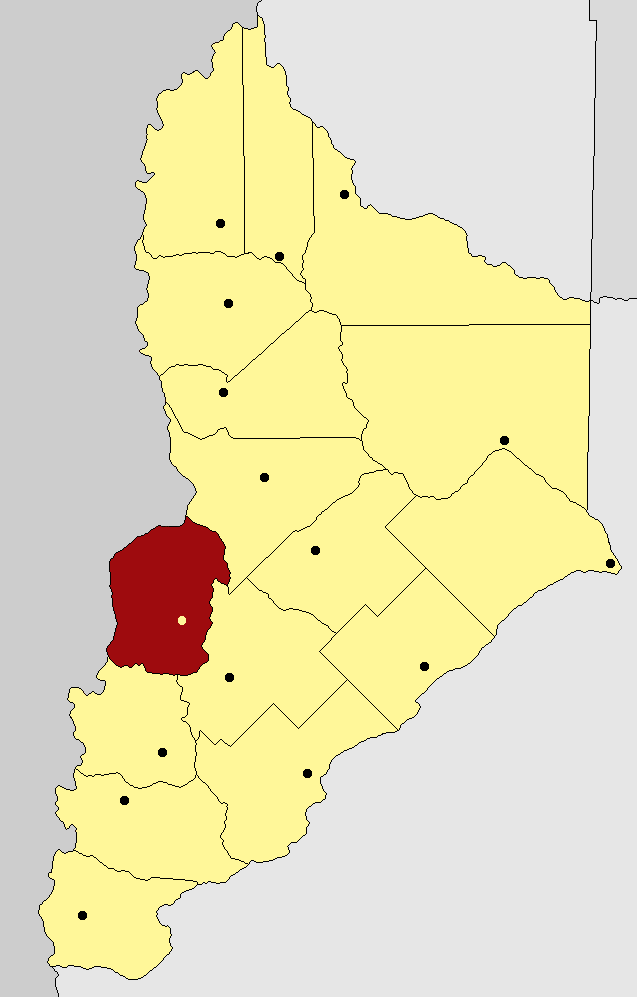
Carte de situation du département d'Aluminé en province de Neuquén. Le point blanc indique la position de la ville d'Aluminé.

Aluminé (ou Rucachoroi en langue mapuche), est une petite ville argentine, de la province de Neuquén, en Patagonie. Aluminé est le chef-lieu du département d'Aluminé.
La ville comptait 3 720 habitants en 2001, ce qui représentait un accroissement de 34,4 % par rapport au recensement de 1991.

## Aspects historiques
Aluminé qui compte aujourd'hui plus de 4 000 habitants, fut fondée le 20 octobre 1915.
Mais selon la tradition, elle existe depuis le 23 février 1884, à l'arrivée des premiers colons au fortin du « Paso de los Andes » ou Pulmarí, à la suite du fait que la dénommée « conquête du désert » avait expulsé les communautés du cacique mapuche Reuque Curá (frère de Calfucurá et oncle du prêtre salésien Ceferino Namuncurá), qui contrôlait tout ce territoire avec ses cols vers le Chili et avait ses quartiers d'hiver à Catán Lil.

## Description
Aluminé est le centre où sont localisés l'ensemble des services de ce qu'on appelle le "Circuito Pehuenia". La ville possède de bons services hôteliers, gastronomiques, des stations services et des supermarchés.
Construite sur la rive gauche du río Aluminé, à 850 mètres d'altitude, et entourée de montagnes, elle est la porte d'entrée du "District du pehuén (c’est-à-dire de l'Araucaria)", du territoire des communautés mapuches et d'une belle série de pas moins de dix superbes lacs : Quillén, Hui Hui, Rucachoroi, Pulmari, Nompehuen, Pilhue, Ñorquinco, Polcahue, Moquehue et Aluminé.

## Un centre mapuche et amérindien important
En plus de la communauté mapuche Aigo, autour du lac Rucachoroy, on trouve dans la région quelques autres communautés dont : Currumil (dans la région du lac Quillén), Zalazar dans les environs de Carrilil, Puel à La Angostura et à Villa Pehuenia. Beaucoup d'entre eux sont des indiens pampas, c’est-à-dire tehuelche ou tsonek araucanisés ayant fui au Chili en 1881 et revenus au début du XXe siècle.
Les amérindiens vivent de cultures dites de subsistance, de vente de lainages ou de laine, et pratiquent l'élevage ovin et caprin.
Chaque communauté produit des tissus artisanaux. Leurs produits artisanaux se trouvent dans la
Casa de la Cultura (maison de la culture), situé sur le Paseo de los Artesanos et aussi dans d'autres maisons similaires d'artisans de la localité.
Ils sont soumis à une évidente transculturation, produit de l'influence ambiante de la culture non mapuche.

## Tourisme
Aluminé dispose de bien des alternatives pour un tourisme non conventionnel: randonnées, promenades à cheval, trekking, rafting, cyclisme de montagne, excursions en 4x4, alpinisme, canotage, qui s'ajoutent à la pêche sportive et aux activités récréatives traditionnelles.
Il y a en outre une série d'activités possibles liées à la navigation en eaux vives.

## Source
- (es) Cet article est partiellement ou en totalité issu de l’article de Wikipédia en espagnol intitulé « Aluminé (localidad) » (voir la liste des auteurs).